# Бехерівка
Бе́херівка (чеськ. Becherovka; нім. Becher-Bitter) — чеська міцна 38° градусна лікерна настоянка. Рецепт датується 1807 роком. Її виготовив фармацевт та травник Йозеф Бехер в Карлових Варах в Богемії. При виготовленні бехерівки використовують близько 20 рослинних компонентів. У XXI столітті настоянку використовують для значної кількості коктейлів. 

## Історія
На початку XIX століття у 1805 році імперський граф Максиміліан Фрідріх фон Плеттенберг-Віттем-Міктінген з прислугами та англійським лікарем Фробігом відвідували курортне місто Карлсбад Австрійської імперії. Вони зупинились в готелі «Haus der drei Lerchen» німецько-богемського фармацевта Йозефа Бехера. Він продавав спеції та косметику. Цікавість до змішування рослинних екстрактів гостей готелю та власника призвела до обговорення й змішування трав для виготовлення нового напою. Коли гості залишали готель доктор Фробіг передав записку рецепту «трав масла та спирту» з короткими зауваженнями, що його це дійсно збентежило. 
Йозеф Бехер почав проводити експерименти на своєму винному заводі, власником якого він став у 1794 році. Поліпшений рецепт він назвав «Carlsbader English Bitter» та пригощав ним відвідувачів, які скаржились на проблеми зі шлунком. У 1812 році його придбав німецький поет Йоганн Вольфганг фон Гете, про що записав у своєму щоденнику. Пізніше Йозеф Бехер назвав напій зі своїм ім'ям «Karlsbader Becherbitter». У 1838 році його син Йоганн Бехер очолив компанію та вдосконалив рецепт. Він розгорнув виробництво на базі підприємства батька. Він відкрив виробництво та розширив завод. За часів Йоганна Бехера настоянку почали продавати за межами Австро-Угорщини. Виробництво стало сімейним.

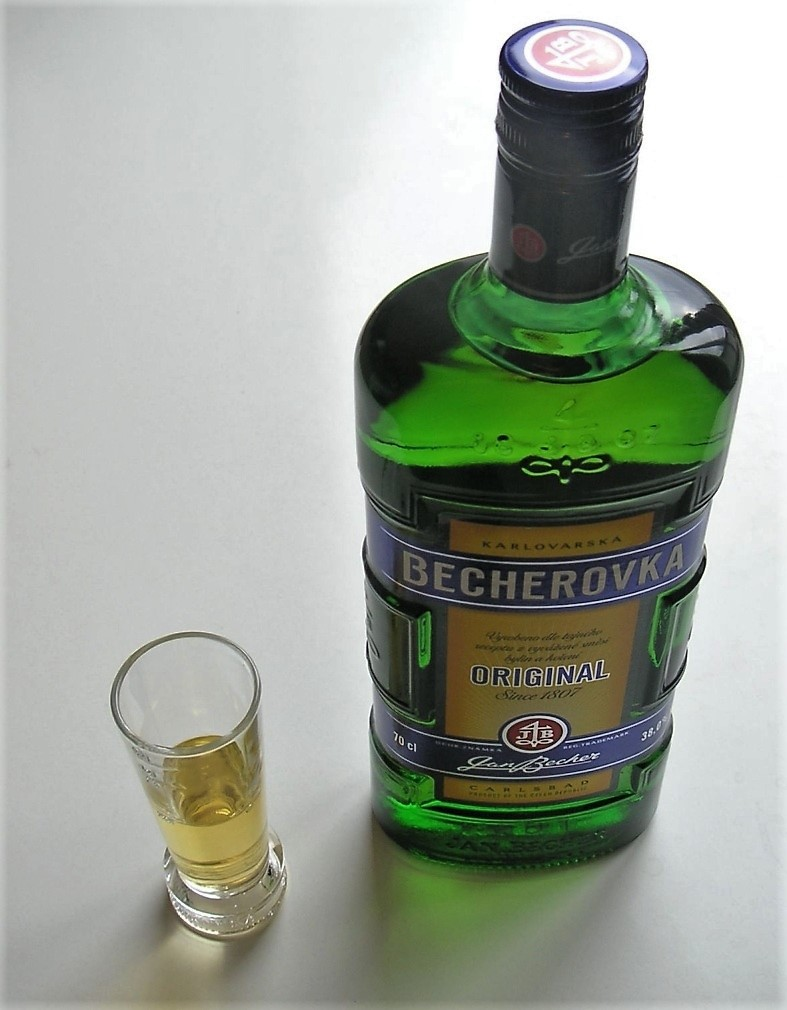
Пляшка бехерівки

За цей час він отримав ряд нагород на ярмарках та виставках в Егері (1871 та 1881 роки), Відень (1871 рік), Прага (1874 та 1891 роки). Розпочався експорт в Німеччину, Іспанію, Італію, Єгипет та Туреччину.
Після розпаду Австро-Угорщини та утворення Чехословаччини родина Бехерів змінила бренд на «Becherovka». Споживачі Чехословаччини називали його «13 карловарське цілюще джерело». У 1934 році бехерівка експортується до США. Наслідувачі рецептури створили аналог «Becherbitter» 1922 року. 
Після окупації Богемії німецькими військами родину Бехерів не чіпали через німецьке походження, тому виробництво напою продовжилось і мало відносно малі збитки. Після встановлення комуністичного режиму родина з компанією виїхала в Західну Німеччину. У 1949 році Хедда Байер-Бехер перед вигнанням та примусовою передачею рецептури лікеру окупантами заснувала компанію в Кельні «Johann Becher OHG Likörfabrik». Родина продавала «Karlsbader Becher» в пляшках синьо-жовтої етикетки. За цей час дві компанії в Європі виготовляли на оригінальній рецептурі настоянку. 
У 1967 році в Карлових Варах відкрито виставкову залу, присвячену історії, виробництву та споживанню бехерівки, яку пізніше було перетворено на музей.
У 1972 році кельнську компанію її поглинув концерн Emil Underberg. Він отримав виняткові права на імпорт лікеру у ФРН після згод з націоналізованою компанією в Карлових Варах. Через це заснована в Кельні компанія мала припинити своє виробництво. 
У 1994 році контракт було розірвано після чого Emil Underberg та Байер-Бехер відновили виробництво в 1997 році. Суд постановив на користь німецького підприємства, проте через деякий час компанію викупила французька компанія Pernod Ricard. Приватизація успішно завершена у 2001 році. Вона залишається власником компанії (має майже 100% акцій). 
З 1998 року по 2003 рік існувала словацька Becherovka. Виготовляла її компанія Zdeněk Hoffmann, яка від імені Альфреда Бехера зробила заяву, що рецепт бехерівки передано його дідові у 1939 році. Через декілька років суд постановив рішення на користь чеського виробника.

## Виробництво

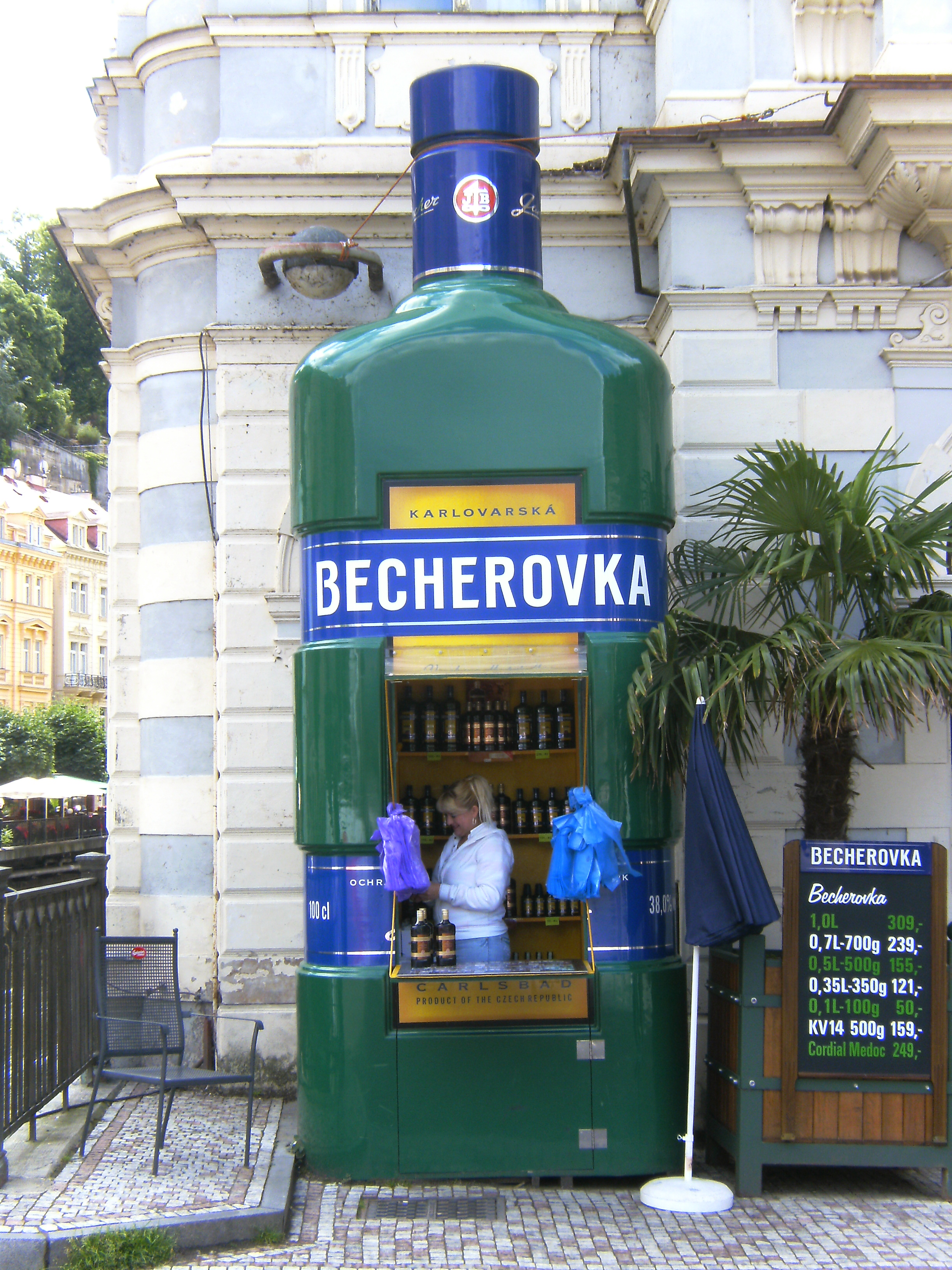
Крамничка із продажу бехерівки у Карлових Варах

Процес виробництва настоянку тримають під комерційною таємницею. Право на володіння цією інформацією є лише у двох людей. Відомо, що під час виробництва використовують понад 20 видів природних трав.
Спирт з цукрового буряка закуповується в Чехії. Воду використовують з водосховища «Становіце», яке розташоване в курортній зоні Карлових Вар. Використовують також процес дозрівання. 
Віджитий екстракт змішують з водою та цукром. Тримають настоянку у дубових бочках впродовж двох місяців. Потім фільтрують та розливають у сплющену пляшку, яка використовується з 1907 року.

## Вживання та смак
Довгий час бехерівку вживали в чистій концентрації. Пізніше настоянку почали змішувати з тоніком, який отримав назву «Бетон». У XXI столітті використовують у коктейлях. Напій також вживають з колою або лимонадом. За оцінками бехерівка має важкий та свіжий смак трав з присмаком кориці та гвоздики.

## Різновиди бехерівки
Окрім класичної бехерівки на заводі у Карлових Варах виготовляють також:
- Becherovka Lemond — лікер міцністю 20° до складу якого входить 10 трав з класичного рецепта, карамель, збільшений вміст цукру, а також екстракт цитрусів, кумквату та цейлонського чаю
- Becherovka Cordial — напій міцністю 35° містить мед, екстракт квітів липи та біле вино, має великий вміст цукру
- Becherovka KV 14 — напій міцністю 40°, містить трави та червоне вино, не містить цукру, вкрай гіркий на смак.